# Cire
Cire, nome artístico de Luís Miguel Gonçalves Boavida, é um cantor e compositor nascido numa pequena cidade de Lisboa, Vila Franca de Xira.
«Sabes qual é o verdadeiro nome de Cire ?». Dioguinho. 28 de junho de 2017

## Biografia
Nascido a 18 de Outubro de 1991, filho de mãe Moçambicana e pai Luso-Moçambicano foi com apenas 14 que se começou a interessar pela musica. «'Viver da musica' era o sonho de Cire». O MIRANTE. 6 de Novembro de 2014
Por influencias do seu irmão rapper, compositor e produtor Raptor autor do albúm Pontos Nos i´s começando desde então a escrever as suas primeiras rimas, tendo a sua primeira ligação com a musica através do género musical hip-hop. «Entrevista ao Irmão do Cire». O MIRANTE. 8 de abril de 2010
Nesta sua tenra idade, tudo não passava de uma brincadeira, mas infelizmente depois da trágica morte do seu irmão Cire usou a musica como antidepressivo.
Trancado no quarto passava os dias a compor musica, colaborando assim com alguns artistas de renome no meio do hip hop tuga e lançando algumas mix tapes caseiras em homenagem ao seu irmão recém falecido.
Em 2016 o seu trabalho começa a ser reconhecido e é no mês de Janeiro que acaba por ser nomeado artista revelação dos Palop´s Music Awards sendo considerado artista do mês pela plataforma musical Mais Kizomba. «Cire: Artista do mês (Janeiro)». Mais Kizomba. 6 de janeiro de 2016
Desde então começam a surgir diversos concertos, aberturas de espectáculos de David Carreira, Dengaz , surge a oportunidade de pisar a maior sala do pais Altice Arena no festival Bad Company Fest. Percorreu praticamente todas as discotecas do norte ao sul de Portugal e diversos países da Europa, tais como França, Inglaterra, Suíça, Irlanda, Luxemburgo, etc. «Cire vai cantar no Altice Arena ( Bad Company Fest )». Altice Arena. 26 de dezembro de 2016
Em 2017 é considerado artista do mês pelo canal musical Afro Music Channel com o seu tema de R&B Fica mais um pouco e lança então o seu primeiro EP " Um Sonho " pela discografia Kisom com participações de G-Amado, Ricky Boy , entre outros. «Single do Ep " Um sonho"». Mais Kizomba. 17 de fevereiro de 2016

## Love on Top
No verão de 2017 quando já contava com mais de 10.000.000 de visualizações na plataforma Youtube, Cire decidiu fazer uma pausa na musica onde arriscou numa nova aventura a convite da TVI.«Cire o novo concorrente da " casa do amor "». TVI. 22 de maio de 2017
Participando no reality show " Love on top ", onde acabou por se consagrar o vencedor da 5º edição do programa. 
Assim que saiu do programa, Cire voltou imediatamente ao estúdio onde lançou um dos seus temas mais bombeados da sua carreira, Eu Vou que num curto espaço de tempo, atingiu mais de 3.000.000 milhões de visualizações. «Cire é o vencedor do ( Love on Top )». TVI. 10 de julho de 2017

## Discografia

### Singles
| Titulo             | Ano  |
| ------------------ | ---- |
| Não te vou deixar  | 2014 |
| Ela quer           | 2014 |
| Voce me engana     | 2015 |
| Dá me a tua mão    | 2015 |
| Já sei quem sou    | 2015 |
| Já tou maluko      | 2015 |
| Pekenina           | 2016 |
| Um Sonho           | 2016 |
| Nha Amor           | 2016 |
| Nutella            | 2016 |
| Bagaço             | 2017 |
| Eu vou             | 2017 |
| Fica mais um pouco | 2017 |
| Não vem            | 2018 |
| Desculpa           | 2018 |
| Estou aqui         | 2018 |
| Ja Passou          | 2019 |
| O que sentes       | 2019 |
| Já Passou          | 2019 |
| O Que Sentes       | 2019 |
| Deixa Andar        | 2019 |
| Acabou (ft. Lutz)  | 2019 |
| Vozes (ft.MotaJr)  | 2019 |

### Ep´s & Cd´s
| Titulo          | ano  |
| --------------- | ---- |
| Um sonho " Ep " | 2016 |

«Mais Kizomba lança os singles do Cire». Mais Kizomba. 20 de maio de 2016

## Prémios e Nomeações
| Premio               | Categoria         | Resultado |
| -------------------- | ----------------- | --------- |
| Palops Music Awards  | Artista Revelação | nomeado   |
| Kizomba Music Awards | Melhor Videoclip  | nomeado   |
| Afro Music Channel   | Artista do mês    | vencedor  |
| Mais Kizomba         | Artista do mês    | vencedor  |

## Vida Pessoal
Em relação à vida pessoal de Cire, sabemos que em 2010 sofreu bastante quando viu o seu irmão ser levado sem vida com apenas 24 anos de idade, vitima de um ataque de asma e negligencia medica, nesta altura Cire iria completar 18 anos. «Cire conta tudo sobre a morte trágica do Irmão». TV7DIAS. 12 de outubro de 2018
Tem sido um tanto ou pouco polémico pelo que têm mostrado as revistas e blogs cor de rosa«Nova polémica». NOVA GENTE. 23 de março de 2018
Recentemente sabemos que irá ser Pai de uma menina, chamada Lara e tudo aponta para que o parto seja no dia 1 de Fevereiro de 2019 «Cire e a sua namorada revelam o nome da filha». TV7DIAS. 8 de dezembro de 2018
Em 20 de Janeiro de 2019 nasceu assim a sua primeira filha chamada Lara Rose, fruto do seu relacionamento com Natacha, ex. concorrente do Love on Top e filha de Rute Freitas, ex. concorrente da quarta edição da Casa dos Segredos.